# Championnat de France féminin de football 2024-2025
Navigation
Division 1
2023-2024 Première Ligue
2025-2026
La saison 2024-2025 de Division 1 est la 51e édition du championnat de France féminin de football, la première sous l’appellation Arkema Première Ligue. La compétition débute en septembre 2024 et s'achève en mai 2025.

## Participants
Douze équipes participent à cette édition : les dix maintenues de la saison précédente et les deux promus de Division 2 — le RC Strasbourg et le FC Nantes —, qui remplacent les deux relégués — les Girondins de Bordeaux et le LOSC Lille.
| \| Dijon FCO FC Fleury EA Guingamp Havre AC Olympique lyonnais Montpellier HSC FC Nantes Paris FC Paris SG Stade de Reims AS Saint-Étienne RC Strasbourg \| Localisation des clubs engagés dans le championnat. |
| Dijon FCO FC Fleury EA Guingamp Havre AC Olympique lyonnais Montpellier HSC FC Nantes Paris FC Paris SG Stade de Reims AS Saint-Étienne RC Strasbourg                                                           |

| \| FC Fleury Paris FC Paris SG \| Localisation des clubs d'Île-de-France · engagés dans le championnat. |
| FC Fleury Paris FC Paris SG                                                                             |

Ce tableau présente les douze équipes qualifiées pour disputer le championnat 2024-2025. On y trouve le nom des clubs, le nom des entraîneurs et leur nationalité, l'année de la dernière montée au sein de l'élite, leur classement de la saison précédente, le nom des stades ainsi que la capacité de ces derniers.
| Club                | Dernière montée | Classement 2023-2024 | Entraîneur          | Depuis | Stade principal                                   | Capacité | Nombre de saisons en D1 |
| ------------------- | --------------- | -------------------- | ------------------- | ------ | ------------------------------------------------- | -------- | ----------------------- |
| Olympique lyonnais  | 1977            | 1er                  | Joe Montemurro      | 2024   | Groupama OL Training Center, Décines-Charpieu     | 1 524    | 47                      |
| Paris Saint-Germain | 2001            | 2e                   | Fabrice Abriel      | 2024   | Stade Georges-Lefèvre, St-Germain-en-Laye         | 2 164    | 37                      |
| Paris FC            | 1979            | 3e                   | Sandrine Soubeyrand | 2018   | Stade Charléty, Paris                             | 18 845   | 46                      |
| Stade de Reims      | 2019            | 4e                   | Mathieu Rufié       | 2024   | Stade Louis-Blériot, Bétheny                      | 500      | 17                      |
| FC Fleury 91        | 2017            | 5e                   | Frédéric Biancalani | 2024   | Stade Robert-Bobin, Bondoufle                     | 18 850   | 7                       |
| Montpellier HSC     | 1997            | 6e                   | Yannick Chandioux   | 2021   | Centre d'entrainement Bernard-Gasset, Montpellier | 1 280    | 31                      |
| AS Saint-Étienne    | 2023            | 7e                   | Laurent Mortel      | 2022   | Stade Salif-Keita, Saint-Étienne                  | 1 250    | 14                      |
| Dijon FCO           | 2018            | 8e                   | Sébastien Joseph    | 2022   | Stade Gaston-Gérard                               | 18 376   | 6                       |
| Le Havre AC         | 2022            | 9e                   | Maxime Di Liberto   | 2024   | Stade Océane, Le Havre                            | 25 178   | 3                       |
| EA Guingamp         | 2006            | 10e                  | Jérôme Bonnet       | 2024   | Stade de l'Akademi EA Guingamp, Pabu              | 1 960    | 43                      |
| RC Strasbourg       | 2024            | 1er de (D2)          | Vincent Nogueira    | 2020   | Stade Jean-Nicolas-Muller                         | 1 000    | 0                       |
| FC Nantes           | 2024            | 2e de (D2)           | Nicolas Chabot      | 2023   | Stade Marcel-Saupin                               | 1 880    | 0                       |

Légende des couleurs
- Qualifié pour la phase de groupes de la Ligue des champions 2024-2025
- Qualifié pour le deuxième tour de la Ligue des champions 2024-2025
- Qualifié pour le premier tour de la Ligue des champions 2024-2025
- Promu de Division 2 2023-2024

### Changements d'entraîneur
| Club                | Entraîneur partant | Motif du départ            | Date de départ | Position   | Entraîneur arrivant | Date d'arrivée |
| ------------------- | ------------------ | -------------------------- | -------------- | ---------- | ------------------- | -------------- |
| Olympique lyonnais  | Sonia Bompastor    | Contrat dans un autre club | 29 mai 2024    | Pré-saison | Joe Montemurro      | 19 juin 2024   |
| Paris Saint-Germain | Jocelyn Prêcheur   | Consentement mutuel        | 17 juin 2024   | Pré-saison | Fabrice Abriel      | 8 juillet 2024 |
| Le Havre AC         | Romain Djoubri     | Consentement mutuel        | 17 juin 2024   | Pré-saison | Maxime Di Liberto   |                |
| Stade de Reims      | Amandine Miquel    | Fin de contrat             | 9 juillet 2024 | Pré-saison | Mathieu Rufié       | 9 juillet 2024 |
| FC Fleury 91        | Fabrice Abriel     | Fin de contrat             | 8 juillet 2024 | Pré-saison | Frédéric Biancalani | 8 juillet 2024 |
| EA Guingamp         | Mathieu Rufié      | Fin de contrat             | 29 mai 2024    | Pré-saison | Jérôme Bonnet       | 30 mai 2024    |

### Propriétaires et investisseurs majoritaires
| Club                | Budget en M€ | Actionnaire majoritaire  | Depuis | Président             | Directeur sportif  |
| ------------------- | ------------ | ------------------------ | ------ | --------------------- | ------------------ |
| Olympique lyonnais  |              | YMK Holdings             | 2024   | Michele Kang          | vacant             |
| Paris Saint-Germain |              | Qatar Sports Investments | 2011   | Nasser al-Khelaïfi    | Angelo Castellazzi |
| Paris FC            |              | Pierre Ferracci          | 2015   | Pierre Ferracci       | Antoine Ferreira   |
| Stade de Reims      |              | Jean-Pierre Caillot      | 2004   | Jean-Pierre Caillot   | vacant             |
| FC Fleury 91        |              | Pascal Bovis             | 2017   | Pascal Bovis          | vacant             |
| Montpellier HSC     |              | Groupe Nicollin          | 2001   | Laurent Nicollin      | Jean-Louis Saez    |
| AS Saint-Étienne    |              | Kilmer Sports Ventures   | 2024   | Ivan Gazidis          | vacant             |
| Dijon FCO           |              | Pierre-Henri Deballon    | 2024   | Pierre-Henri Deballon | vacant             |
| Le Havre AC         |              | Vincent Volpe            | 2015   | Jean-Michel Roussier  | Mathieu Bodmer     |
| EA Guingamp         |              | Frédéric Legrand         | 2020   | Frédéric Legrand      | vacant             |
| RC Strasbourg       |              | Marc Keller              | 2016   | Marc Keller           | vacant             |
| FC Nantes           |              | Waldemar Kita            | 2012   | Franck Kita           | vacant             |

### Équipementiers
| Club                | Équipementier |
| ------------------- | ------------- |
| Olympique lyonnais  | Adidas        |
| Paris Saint-Germain | Nike          |
| Paris FC            | Adidas        |
| Stade de Reims      | Puma          |
| FC Fleury 91        | Skita         |
| Montpellier HSC     | Nike          |
| AS Saint-Étienne    | Hummel        |
| Dijon FCO           | Nike          |
| Le Havre AC         | Joma          |
| EA Guingamp         | Kappa         |
| RC Strasbourg       | Adidas        |
| FC Nantes           | Macron        |

## Compétition

### Règlement
Le classement est calculé avec le barème de points suivant : une victoire vaut trois points, le match nul un. La défaite ne rapporte aucun point.
Les critères utilisés pour départager les équipes en cas d'égalité au classement sont les suivants :
1. plus grand nombre de points dans les confrontations directes ;
2. plus grande différence de buts particulière ;
3. plus grande différence de buts générale ;
4. plus grand nombre de buts marqués ;
5. rencontre supplémentaire sur terrain neutre avec, éventuellement, l'épreuve des tirs au but.

### Classement
| \| Rang \| Équipe \| Pts \| J \| G \| N \| P \| Bp \| Bc \| Diff \| \| ---- \| -------------------- \| --- \| -- \| -- \| - \| -- \| -- \| -- \| ---- \| \| 1 \| Olympique lyonnais T \| 62 \| 22 \| 20 \| 2 \| 0 \| 92 \| 7 \| +85 \| \| 2 \| Paris Saint-Germain \| 52 \| 22 \| 16 \| 4 \| 2 \| 57 \| 14 \| +43 \| \| 3 \| Paris FC C \| 45 \| 22 \| 13 \| 6 \| 3 \| 58 \| 19 \| +39 \| \| 4 \| Dijon FCO \| 43 \| 22 \| 13 \| 4 \| 5 \| 40 \| 24 \| +16 \| \| 5 \| FC Fleury 91 \| 33 \| 22 \| 9 \| 6 \| 7 \| 40 \| 30 \| +10 \| \| 6 \| Montpellier HSC \| 33 \| 22 \| 10 \| 3 \| 9 \| 34 \| 36 \| -2 \| \| 7 \| FC Nantes P \| 23 \| 22 \| 5 \| 8 \| 9 \| 17 \| 30 \| -13 \| \| 8 \| Le Havre AC \| 21 \| 22 \| 5 \| 6 \| 11 \| 22 \| 42 \| -20 \| \| 9 \| RC Strasbourg P \| 17 \| 22 \| 3 \| 8 \| 11 \| 22 \| 39 \| -17 \| \| 10 \| AS Saint-Étienne \| 17 \| 22 \| 5 \| 2 \| 15 \| 16 \| 62 \| -46 \| \| 11 \| Stade de Reims \| 15 \| 22 \| 4 \| 3 \| 15 \| 24 \| 49 \| -25 \| \| 12 \| EA Guingamp \| 9 \| 22 \| 3 \| 0 \| 19 \| 15 \| 85 \| -70 \| | Phase finale - 1er au 4e : demi-finale Relégation en D2 2025-2026 - 11e et 12e : relégation Abréviations T : Tenant du titre C : Vainqueur de la Coupe de France 2024-2025 P : Promu de D2 |     |    |    |   |    |    |    |      |
| Rang | Équipe | Pts | J  | G  | N | P  | Bp | Bc | Diff |
| 1 | Olympique lyonnais T | 62  | 22 | 20 | 2 | 0  | 92 | 7  | +85  |
| 2 | Paris Saint-Germain | 52  | 22 | 16 | 4 | 2  | 57 | 14 | +43  |
| 3 | Paris FC C | 45  | 22 | 13 | 6 | 3  | 58 | 19 | +39  |
| 4 | Dijon FCO | 43  | 22 | 13 | 4 | 5  | 40 | 24 | +16  |
| 5 | FC Fleury 91 | 33  | 22 | 9  | 6 | 7  | 40 | 30 | +10  |
| 6 | Montpellier HSC | 33  | 22 | 10 | 3 | 9  | 34 | 36 | -2   |
| 7 | FC Nantes P | 23  | 22 | 5  | 8 | 9  | 17 | 30 | -13  |
| 8 | Le Havre AC | 21  | 22 | 5  | 6 | 11 | 22 | 42 | -20  |
| 9 | RC Strasbourg P | 17  | 22 | 3  | 8 | 11 | 22 | 39 | -17  |
| 10 | AS Saint-Étienne | 17  | 22 | 5  | 2 | 15 | 16 | 62 | -46  |
| 11 | Stade de Reims | 15  | 22 | 4  | 3 | 15 | 24 | 49 | -25  |
| 12 | EA Guingamp | 9   | 22 | 3  | 0 | 19 | 15 | 85 | -70  |

#### Leader par journée
|          | ——       | —— | —— | ——  | —— | —— | —— | —— | —— | —— | —— | —— | —— | —— | —— | —— | —— | —— | —— | —— | —— | —— |  |
| Paris FC | Paris FC | OL | OL | PSG | OL | OL | OL | OL | OL | OL | OL | OL | OL | OL | OL | OL | OL | OL | OL | OL | OL |    |  |
|          |          |    |    |     |    |    |    |    |    |    |    |    |    |    |    |    |    |    |    |    |    |    |  |
|          |          |    |    |     |    |    |    |    |    |    |    |    |    |    |    |    |    |    |    |    |    |    |  |
| 1        | 2        | 3  | 4  | 5   | 6  | 7  | 8  | 9  | 10 | 11 | 12 | 13 | 14 | 15 | 16 | 17 | 18 | 19 | 20 | 21 | 22 |    |  |

### Matchs
| Résultats (▼dom., ►ext.)                                   | DIJ | FLE | EAG | HAC | OL  | MON | NAN | PFC | PSG | REI | STE  | STR |
| Dijon FCO                                                  |     | 2-2 | 4-0 | 4-2 | 0-3 | 4-2 | 3-0 | 6-0 | 0-1 | 2-1 | 1-0  | 1-0 |
| FC Fleury 91                                               | 0-0 |     | 4-1 | 2-0 | 2-6 | 1-2 | 4-0 | 1-4 | 0-0 | 4-1 | 6-0  | 1-1 |
| EA Guingamp                                                | 0-3 | 0-6 |     | 0-1 | 0-8 | 3-1 | 0-1 | 0-6 | 2-6 | 1-4 | 3-2  | 3-2 |
| Le Havre AC                                                | 0-2 | 0-0 | 2-1 |     | 0-3 | 0-1 | 0-1 | 0-2 | 2-2 | 0-3 | 5-1  | 1-1 |
| Olympique lyonnais                                         | 2-0 | 4-0 | 7-0 | 2-0 |     | 4-0 | 5-1 | 2-2 | 1-0 | 8-1 | 11-0 | 6-0 |
| Montpellier HSC                                            | 0-0 | 0-1 | 7-0 | 1-3 | 1-4 |     | 1-0 | 2-0 | 1-3 | 1-0 | 1-0  | 0-0 |
| FC Nantes                                                  | 0-2 | 0-0 | 2-1 | 2-2 | 0-2 | 2-2 |     | 0-0 | 0-1 | 1-1 | 0-1  | 0-0 |
| Paris FC                                                   | 4-0 | 4-0 | 6-0 | 8-0 | 0-0 | 4-2 | 0-0 |     | 1-1 | 3-2 | 4-0  | 3-1 |
| Paris Saint-Germain                                        | 6-1 | 2-1 | 4-0 | 3-0 | 0-2 | 4-1 | 1-0 | 0-0 |     | 6-0 | 6-0  | 4-0 |
| Stade de Reims                                             | 0-2 | 0-1 | 1-0 | 1-1 | 0-3 | 2-4 | 1-3 | 0-3 | 1-2 |     | 1-2  | 0-0 |
| AS Saint-Étienne                                           | 0-2 | 3-2 | 2-0 | 1-2 | 0-5 | 0-2 | 2-2 | 1-0 | 0-3 | 0-3 |      | 1-1 |
| RC Strasbourg                                              | 1-1 | 0-2 | 6-0 | 1-1 | 0-4 | 1-2 | 1-2 | 1-4 | 1-2 | 2-1 | 2-0  |     |
| - Victoire à domicile - Match nul - Victoire à l'extérieur |     |     |     |     |     |     |     |     |     |     |      |     |

### Phase finale
La phase finale du championnat réunit les quatre premières équipes du classement de la saison régulière. Les demi-finales à élimination directe opposeront le 1er au 4e et le 2e au 3e. La finale se disputera sur le terrain de l'équipe la mieux classée au terme de la saison régulière. Il n'y a plus de match pour la troisième place. Dans le cas où un match se termine sur un match nul après la fin du temps réglementaire, il a une prolongation de deux fois quinze minutes (ce qui est une nouveauté ) avant l'éventuelle séance de tirs de buts.
|  | Demi-finales | Demi-finales        | Demi-finales        | Demi-finales        |                    |                    | Finale      | Finale      | Finale      | Finale      |
|  |              |                     |                     |                     |                    |                    |             |             |             |             |
|  | 11 mai 2025  | 11 mai 2025         | 11 mai 2025         | 11 mai 2025         |                    |                    | 16 mai 2025 | 16 mai 2025 | 16 mai 2025 | 16 mai 2025 |
|  | 1            | Olympique lyonnais  | 4                   | 4                   |                    |                    | 16 mai 2025 | 16 mai 2025 | 16 mai 2025 | 16 mai 2025 |
|  | 1            | Olympique lyonnais  | 4                   | 4                   |                    |                    | 16 mai 2025 | 16 mai 2025 | 16 mai 2025 | 16 mai 2025 |
|  | 4            | Dijon FCO           | 1                   | 1                   |                    |                    | 16 mai 2025 | 16 mai 2025 | 16 mai 2025 | 16 mai 2025 |
|  | 4            | Dijon FCO           | 1                   | 1                   | Olympique lyonnais | Olympique lyonnais | 3           | 3           |             |             |
|  | 11 mai 2025  |                     |                     |                     | Olympique lyonnais | Olympique lyonnais | 3           | 3           |             |             |
|  |              |                     | Paris Saint-Germain | Paris Saint-Germain | 0                  | 0                  |             |             |             |             |
|  | 2            | Paris Saint-Germain | Paris Saint-Germain | Paris Saint-Germain | 0                  | 0                  | 3           | 3           |             |             |
|  | 2            | Paris Saint-Germain |                     |                     |                    |                    |             | 3           |             |             |
|  | 3            | Paris FC            | 0                   | 0                   |                    |                    |             |             |             |             |
|  | 3            | Paris FC            | 0                   | 0                   |                    |                    |             |             |             |             |

Légende des couleurs
- Qualification pour le tour suivant
- Phase de ligue de la Ligue des champions 2025-2026
- Troisième tour de la Ligue des champions 2025-2026

#### Demi-finales
| Demi-finale 1              | Olympique lyonnais | 4 - 1   | Dijon FCO | Groupama OL Training Center, Décines-Charpieu |                                          |
| Dimanche 11 mai 2025 15h15 |                    | (2 - 0) |           | Diffuseur : Canal+ Sport 360 puis Canal+      | Diffuseur : Canal+ Sport 360 puis Canal+ |
| Dimanche 11 mai 2025 15h15 | [ Rapport]         |         |           | Diffuseur : Canal+ Sport 360 puis Canal+      | Diffuseur : Canal+ Sport 360 puis Canal+ |

| Demi-finale 2              | Paris Saint-Germain | 3 - 0   | Paris FC | Parc des Princes, Paris        |                                |
| Dimanche 11 mai 2025 21h00 |                     | (1 - 0) |          | Diffuseur : Canal+ Foot, CStar | Diffuseur : Canal+ Foot, CStar |
| Dimanche 11 mai 2025 21h00 | [ Rapport]          |         |          | Diffuseur : Canal+ Foot, CStar | Diffuseur : Canal+ Foot, CStar |

#### Finale
| Finale               | Olympique lyonnais | 3 - 0 | Paris Saint-Germain | Groupama OL Training Center, Décines-Charpieu |
| Vendredi 16 mai 2025 |                    |       |                     |                                               |
|                      | [ Rapport]         |       |                     |                                               |

## Statistiques

### Domicile et extérieur
| Rang | Équipe                 | Pts | J  | G | N | P | Bp | Bc | Diff |
| ---- | ---------------------- | --- | -- | - | - | - | -- | -- | ---- |
| 1    | Olympique lyonnais T   | 28  | 10 | 9 | 1 | 0 | 50 | 4  | +46  |
| 2    | Paris FC               | 27  | 11 | 8 | 3 | 0 | 37 | 6  | +31  |
| 3    | Paris Saint-Germain    | 25  | 10 | 8 | 1 | 1 | 35 | 5  | +30  |
| 4    | Dijon FCO              | 22  | 10 | 7 | 1 | 2 | 21 | 11 | +10  |
| 5    | FC Fleury 91           | 18  | 10 | 5 | 3 | 2 | 24 | 13 | +11  |
| 6    | Montpellier Hérault SC | 17  | 11 | 5 | 2 | 4 | 15 | 11 | +4   |
| 7    | AS Saint-Étienne       | 11  | 11 | 3 | 2 | 6 | 10 | 22 | -12  |
| 8    | FC Nantes P            | 9   | 11 | 1 | 6 | 4 | 7  | 12 | -5   |
| 9    | Le Havre AC            | 9   | 11 | 2 | 3 | 6 | 10 | 17 | -7   |
| 10   | RC Strasbourg P        | 8   | 10 | 2 | 2 | 6 | 14 | 18 | -4   |
| 11   | EA Guingamp            | 6   | 10 | 2 | 0 | 8 | 9  | 38 | -29  |
| 12   | Stade de Reims         | 5   | 11 | 1 | 2 | 8 | 7  | 21 | -14  |

| Rang | Équipe                 | Pts | J  | G  | N | P  | Bp | Bc | Diff |
| ---- | ---------------------- | --- | -- | -- | - | -- | -- | -- | ---- |
| 1    | Olympique lyonnais T   | 31  | 11 | 10 | 1 | 0  | 40 | 3  | +37  |
| 2    | Paris Saint-Germain    | 24  | 11 | 7  | 3 | 1  | 21 | 9  | +12  |
| 3    | Paris FC               | 18  | 10 | 5  | 3 | 2  | 21 | 7  | +14  |
| 4    | Dijon FCO              | 18  | 11 | 5  | 3 | 3  | 13 | 13 | 0    |
| 5    | FC Fleury 91           | 15  | 11 | 4  | 3 | 4  | 15 | 15 | 0    |
| 6    | FC Nantes P            | 14  | 10 | 4  | 2 | 4  | 10 | 17 | -7   |
| 7    | Montpellier Hérault SC | 13  | 10 | 4  | 1 | 5  | 17 | 24 | -7   |
| 8    | Le Havre AC            | 12  | 10 | 3  | 3 | 4  | 12 | 23 | -11  |
| 9    | Stade de Reims         | 10  | 10 | 3  | 1 | 6  | 16 | 26 | -10  |
| 10   | RC Strasbourg P        | 6   | 11 | 0  | 6 | 5  | 6  | 20 | -14  |
| 11   | AS Saint-Étienne       | 6   | 10 | 2  | 0 | 8  | 4  | 37 | -33  |
| 12   | EA Guingamp            | 0   | 11 | 0  | 0 | 11 | 3  | 45 | -42  |

### Évolution du classement
| Journée →/Équipe ↓ | 1  | 2  | 3  | 4  | 5  | 6  | 7  | 8  | 9  | 10 | 11 | 12 | 13 | 14 | 15 | 16 | 17 | 18 | 19 | 20 | 21 | 22 | 1er | Top 4 | rel. |
| ------------------ | -- | -- | -- | -- | -- | -- | -- | -- | -- | -- | -- | -- | -- | -- | -- | -- | -- | -- | -- | -- | -- | -- | --- | ----- | ---- |
| Dijon              | 6  | 7  | 6  | 7  | 6  | 4  | 4  | 4  | 4  | 4  | 4  | 4  | 4  | 4  | 4  | 4  | 4  | 4  | 4  | 4  | 4  | 4  |     | 17    |      |
| Fleury             | 11 | 8  | 7  | 5  | 7  | 5  | 6  | 5  | 6  | 7  | 5  | 6  | 5  | 5  | 5  | 5  | 5  | 5  | 5  | 5  | 5  | 5  |     |       | 1    |
| Guingamp           | 12 | 12 | 11 | 12 | 10 | 11 | 12 | 12 | 12 | 12 | 12 | 12 | 12 | 12 | 12 | 12 | 12 | 12 | 12 | 12 | 12 | 12 |     |       | 21   |
| Le Havre           | 9  | 11 | 12 | 9  | 9  | 9  | 11 | 11 | 11 | 11 | 11 | 11 | 10 | 10 | 9  | 9  | 8  | 8  | 8  | 8  | 8  | 8  |     |       | 8    |
| Montpellier        | 10 | 6  | 8  | 8  | 8  | 6  | 7  | 6  | 5  | 5  | 6  | 5  | 6  | 7  | 7  | 6  | 6  | 6  | 6  | 6  | 6  | 6  |     |       |      |
| Lyon               | 2  | 2  | 1  | 1  | 2  | 1  | 1  | 1  | 1  | 1  | 1  | 1  | 1  | 1  | 1  | 1  | 1  | 1  | 1  | 1  | 1  | 1  | 19  | 3     |      |
| Nantes             | 5  | 5  | 5  | 6  | 5  | 7  | 8  | 8  | 7  | 8  | 8  | 7  | 7  | 6  | 6  | 7  | 7  | 7  | 7  | 7  | 7  | 7  |     |       |      |
| Paris FC           | 1  | 1  | 4  | 4  | 3  | 3  | 3  | 3  | 3  | 3  | 3  | 3  | 2  | 2  | 2  | 3  | 3  | 3  | 3  | 3  | 3  | 3  | 2   | 20    |      |
| Paris SG           | 3  | 3  | 2  | 2  | 1  | 2  | 2  | 2  | 2  | 2  | 2  | 2  | 3  | 3  | 3  | 2  | 2  | 2  | 2  | 2  | 2  | 2  | 1   | 21    |      |
| Reims              | 8  | 10 | 10 | 11 | 12 | 12 | 10 | 10 | 9  | 9  | 9  | 9  | 9  | 9  | 10 | 10 | 10 | 10 | 11 | 11 | 10 | 11 |     |       | 6    |
| Saint-Étienne      | 4  | 4  | 3  | 3  | 4  | 8  | 5  | 7  | 8  | 6  | 7  | 8  | 8  | 8  | 8  | 8  | 9  | 9  | 9  | 9  | 9  | 10 |     | 5     |      |
| Strasbourg         | 7  | 9  | 9  | 10 | 11 | 10 | 9  | 9  | 10 | 10 | 10 | 10 | 11 | 11 | 11 | 11 | 11 | 11 | 10 | 10 | 11 | 9  |     |       | 8    |

### Résultats par match
| Journée ╱ Équipe | 1 | 2 | 3 | 4 | 5 | 6 | 7 | 8 | 9 | 10 | 11 | 12 | 13 | 14 | 15 | 16 | 17 | 18 | 19 | 20 | 21 | 22 |
| ---------------- | - | - | - | - | - | - | - | - | - | -- | -- | -- | -- | -- | -- | -- | -- | -- | -- | -- | -- | -- |
| Dijon            | N | N | V | D | V | V | V | V | D | V  | D  | D  | V  | V  | V  | D  | N  | V  | V  | V  | N  | V  |
| Fleury           | D | N | V | V | D | V | D | V | D | N  | V  | N  | V  | N  | N  | V  | N  | V  | D  | V  | D  | D  |
| Guingamp         | D | D | D | D | V | D | D | D | D | D  | D  | D  | D  | D  | D  | D  | D  | D  | D  | V  | D  | V  |
| Le Havre         | D | D | D | V | D | D | D | D | D | N  | V  | D  | V  | N  | N  | V  | V  | D  | N  | N  | N  | D  |
| Lyon             | V | V | V | V | N | V | V | V | V | V  | V  | V  | V  | V  | V  | V  | V  | V  | V  | N  | V  | V  |
| Montpellier      | D | V | D | N | V | V | D | V | V | D  | D  | V  | D  | D  | D  | V  | V  | N  | V  | D  | N  | V  |
| Nantes           | V | D | V | D | V | N | D | D | V | N  | D  | V  | N  | N  | N  | N  | N  | N  | D  | D  | D  | D  |
| Paris FC         | V | V | D | V | N | N | V | V | V | N  | V  | V  | V  | V  | V  | N  | N  | V  | D  | N  | V  | D  |
| Paris SG         | V | V | V | V | V | D | V | V | V | N  | V  | N  | D  | V  | V  | V  | N  | V  | V  | V  | N  | V  |
| Reims            | D | D | D | D | D | D | V | D | V | D  | N  | V  | N  | D  | D  | D  | D  | D  | N  | D  | V  | D  |
| Saint-Étienne    | V | V | V | D | D | D | V | D | D | V  | D  | D  | D  | N  | D  | D  | D  | D  | D  | D  | N  | D  |
| Strasbourg       | N | D | D | N | D | V | D | D | D | N  | N  | D  | D  | D  | N  | D  | N  | D  | V  | N  | N  | V  |

#### Séries
Série de victoires : 13
- Lyon

Série de victoires en début de saison : 5
- Paris SG

Série de matchs sans défaite : 22
- Lyon

Série de défaites : 14
- Guingamp

Série de défaites en début de saison : 6
- Reims

Série de matchs sans victoire : 14
- Guingamp

Série de matchs sans victoire en début de saison : 6
- Reims

Série de matchs nuls : 6
- Nantes

Série de matchs sans encaisser de but : 9
- Lyon (J2 à J10)

### Buts marqués par journée
Ce graphique représente le nombre de buts marqués lors de chaque journée.

### Classement des buteuses
Mise à jour le 09/05/2025
| Rang | Buteuse                 | Club       | Buts |
| ---- | ----------------------- | ---------- | ---- |
| 1    | Clara Mateo             | Paris FC   | 18   |
| 2    | Melchie Dumornay        | Lyon       | 15   |
| 3    | Marie-Antoinette Katoto | Paris SG   | 12   |
| 4    | Lindsey Heaps           | Lyon       | 11   |
| 4    | Kessya Bussy            | Paris FC   | 11   |
| 6    | Kadidiatou Diani        | Lyon       | 10   |
| 6    | Klaudia Jedlińska       | Dijon      | 10   |
| 8    | Batcheba Louis          | Fleury     | 9    |
| 8    | Aïssata Traoré          | Fleury     | 9    |
| 10   | Romée Leuchter          | Paris SG   | 8    |
| 11   | Tabitha Chawinga        | Lyon       | 7    |
| 11   | Maëlle Garbino          | Paris FC   | 7    |
| 11   | Ifeoma Onumonu          | Montpelier | 7    |
| 11   | Viktoria Pinther        | Dijon      | 7    |
| 11   | Amel Majri              | Lyon       | 7    |

| Source : footaufeminin.fr. |

#### Leader par journée
|          | ——          | ——          | ——          | ——          | ——          | ——          | ——    | ——          | ——          | ——          | ——          | ——          | ——          | ——          | ——          | ——          | ——          | ——          | ——          | ——          | ——          | —— |  |
| Dumornay | Clara Mateo | Clara Mateo | Clara Mateo | Clara Mateo | Clara Mateo | Clara Mateo | Horan | Clara Mateo | Clara Mateo | Clara Mateo | Clara Mateo | Clara Mateo | Clara Mateo | Clara Mateo | Clara Mateo | Clara Mateo | Clara Mateo | Clara Mateo | Clara Mateo | Clara Mateo | Clara Mateo |    |  |
|          |             |             |             |             |             |             |       |             |             |             |             |             |             |             |             |             |             |             |             |             |             |    |  |
|          |             |             |             |             |             |             |       |             |             |             |             |             |             |             |             |             |             |             |             |             |             |    |  |
| 1        | 2           | 3           | 4           | 5           | 6           | 7           | 8     | 9           | 10          | 11          | 12          | 13          | 14          | 15          | 16          | 17          | 18          | 19          | 20          | 21          | 22          |    |  |

### Classement des passeuses
Mise à jour le 07/06/2025
| Rang | Passeuse            | Club     | Passes |
| ---- | ------------------- | -------- | ------ |
| 1    | Lindsey Horan       | Lyon     | 8      |
| 1    | Clara Mateo         | Paris FC | 8      |
| 3    | Gaëtane Thiney      | Paris FC | 7      |
| 3    | Dzsenifer Marozsán  | Lyon     | 7      |
| 5    | Kessya Bussy        | Paris FC | 6      |
| 5    | Daphne Corboz       | Paris FC | 6      |
| 5    | Kadidiatou Diani    | Lyon     | 6      |
| 5    | Melchie Dumornay    | Lyon     | 6      |
| 5    | Nadia Krezyman      | Dijon    | 6      |
| 10   | Océane Celia Picard | Dijon    | 5      |
| 10   | Julie Dufour        | Paris FC | 5      |
| 10   | Faustine Robert     | Fleury   | 5      |
| 10   | Sofie Svava         | Lyon     | 5      |
| 10   | Tabitha Chawinga    | Lyon     | 5      |

| Source : footaufeminin.fr. |

#### Leader par journée
|                    | ——                 | ——                 | ——                 | ——                 | ——              | ——              | ——              | ——              | ——              | ——               | ——               | ——               | ——               | ——               | ——               | ——            | ——            | ——            | ——            | ——            | ——            | —— |  |
| Dzsenifer Marozsán | Dzsenifer Marozsán | Dzsenifer Marozsán | Dzsenifer Marozsán | Dzsenifer Marozsán | Faustine Robert | Faustine Robert | Faustine Robert | Faustine Robert | Faustine Robert | Kadidiatou Diani | Kadidiatou Diani | Kadidiatou Diani | Kadidiatou Diani | Kadidiatou Diani | Kadidiatou Diani | Lindsey Horan | Lindsey Horan | Lindsey Horan | Lindsey Horan | Lindsey Horan | Lindsey Horan |    |  |
|                    |                    |                    |                    |                    |                 |                 |                 |                 |                 |                  |                  |                  |                  |                  |                  |               |               |               |               |               |               |    |  |
|                    |                    |                    |                    |                    |                 |                 |                 |                 |                 |                  |                  |                  |                  |                  |                  |               |               |               |               |               |               |    |  |
| 1                  | 2                  | 3                  | 4                  | 5                  | 6               | 7               | 8               | 9               | 10              | 11               | 12               | 13               | 14               | 15               | 16               | 17            | 18            | 19            | 20            | 21            | 22            |    |  |

### Meilleures gardiennes
Mise à jour le 03/04/2025
|   | Gardienne           | Club               | Clean sheets | %age  |
| - | ------------------- | ------------------ | ------------ | ----- |
| 1 | Christiane Endler   | Olympique lyonnais | 13           | 81.3% |
| 2 | Chiamaka Nnadozie   | Paris FC           | 10           | 62.5% |
| 3 | Constance Picaud    | Fleury             | 10           | 58.8% |
| 4 | Mary Earps          | PSG                | 7            | 41.2% |
| 5 | Justine Lerond      | Montpelier         | 6            | 50%   |
| 6 | Katriina Talaslahti | Dijon              | 6            | 46.2% |
| 7 | Emily Burns         | FC Nantes          | 6            | 31.6% |
| 8 | Manon Wahl          | Starsbourg         | 5            | 26.3% |

|    | Gardienne              | Club             | Arrêts | %age  |
| -- | ---------------------- | ---------------- | ------ | ----- |
| 1  | Emily Burns            | FC Nantes        | 87     | 80.7% |
| 2  | Marie Morgane Sieber   | Guingamp         | 79     | 51.9% |
| 3  | Maryne Gignous-Soulier | AS Saint-Étienne | 76     | 57.9% |
| 4  | Manon Wahl             | Strasbourg       | 71     | 69.4% |
| 5  | Lisa Lichtfus          | Le Havre         | 68     | 67%   |
| 6  | Constance Picaud       | Fleury           | 57     | 80.8% |
| 7  | Justine Lerond         | Montpellier      | 43     | 69.8% |
| 8  | Elisa Launay           | Stade de Reims   | 42     | 72.6% |
| 9  | Chiamaka Nnadozie      | Paris FC         | 38     | 81.6% |
| 10 | Katriina Talaslahti    | Dijon            | 34     | 68.6% |

| Source : . |

### Affluences de la saison

#### Meilleures affluences de la saison
Mise à jour le 08/02/2025.
| Rang | Match                                    | Journée | Date             | Stade                   | Affluence |
| ---- | ---------------------------------------- | ------- | ---------------- | ----------------------- | --------- |
| 1.   | Paris Saint-Germain - Olympique lyonnais | J13     | 18 janvier 2025  | Parc des Princes        | 20 489    |
| 2.   | FC Nantes – Paris Saint-Germain          | J4      | 12 octobre 2024  | Stade de la Beaujoire   | 16 847    |
| 3.   | Olympique lyonnais – Paris Saint-Germain | J6      | 3 novembre 2024  | Groupama Stadium        | 15 386    |
| 4.   | RC Strasbourg - Paris Saint-Germain      | J14     | 1er février 2025 | Stade de la Meinau      | 13 613    |
| 5.   | RC Strasbourg - Stade de Reims           | J22     | 7 mai 2025       | Stade de la Meinau      | 7 483     |
| 6.   | Paris FC - Paris Saint-Germain           | J10     | 7 décembre 2024  | Stade Charléty          | 6 667     |
| 7.   | Paris FC - Olympique lyonnais            | J5      | 20 octobre 2024  | Stade Charléty          | 5 626     |
| 8.   | AS Saint-Étienne - Paris Saint-Germain   | J11     | 13 décembre 2024 | Stade Geoffroy-Guichard | 4 088     |
| 9.   | Olympique lyonnais – Paris FC            | J20     | 12 avril 2025    | Groupama Stadium        | 4 040     |

#### Affluence par journée
Ce graphique représente le nombre de spectateurs présents dans les stades lors de chaque journée.

## Récompenses individuelles

### Joueuse du mois
| Mois      | Premier          | Premier            | Autres nommées          | Autres nommées     | Réf.   |
| Mois      | Joueur           | Club               | Joueurs                 | Clubs              | Réf.   |
| --------- | ---------------- | ------------------ | ----------------------- | ------------------ | ------ |
| Septembre | Lindsey Horan    | Olympique lyonnais | Clara Mateo             | Paris FC           | [ 19 ] |
| Septembre | Lindsey Horan    | Olympique lyonnais | Maëlle Garbino          | Paris FC           | [ 19 ] |
| Octobre   | Manon Uffren     | FC Nantes          | Laurie Cance            | Le Havre AC        | [ 20 ] |
| Octobre   | Manon Uffren     | FC Nantes          | Aïssata Traoré          | FC Fleury          | [ 20 ] |
| Novembre  | Clara Mateo      | Paris FC           | Marie-Antoinette Katoto | PSG                | [ 21 ] |
| Novembre  | Clara Mateo      | Paris FC           | Lucie Calba             | Reims              | [ 21 ] |
| Décembre  | Clara Mateo      | Paris FC           | Melchie Dumornay        | Olympique lyonnais | [ 22 ] |
| Décembre  | Clara Mateo      | Paris FC           | Marie-Antoinette Katoto | PSG                | [ 22 ] |
| Janvier   | Kessya Bussy     | Paris FC           | Louise Fleury           | FC Nantes          | [ 23 ] |
| Janvier   | Kessya Bussy     | Paris FC           | Ewelina Kamczyk         | FC Fleury 91       | [ 23 ] |
| Février   | Sakina Karchaoui | PSG                | Kessya Bussy            | Paris FC           | [ 24 ] |
| Février   | Sakina Karchaoui | PSG                | Maëlle Garbino          | Paris FC           | [ 24 ] |
| Mars      | Melchie Dumornay | Olympique lyonnais | Korbin Albert           | PSG                | [ 25 ] |
| Mars      | Melchie Dumornay | Olympique lyonnais | Eugénie Le Sommer       | Olympique lyonnais | [ 25 ] |

### Distinctions individuelles
Trophées LFFP
La cérémonie des trophées de la Première Ligue et de la Seconde Ligue, succédant aux Trophées D1 Arkema, remis par la Ligue féminine de football professionnel, s'est tenue le 28 avril 2025 au Pavillon Dauphine à Paris.
| Meilleure joueuse      | Révélation de la saison        | Meilleure gardienne                    | Meilleur(e) entraîneur/euse    | Plus beau but            | Meilleure arbitre | Meilleure arbitre assistante |
| ---------------------- | ------------------------------ | -------------------------------------- | ------------------------------ | ------------------------ | ----------------- | ---------------------------- |
| Clara Mateo (Paris FC) | Tara Elimbi Gilbert (Paris SG) | Christiane Endler (Olympique lyonnais) | Sandrine Soubeyrand (Paris FC) | Manon Uffren (FC Nantes) | Alexandra Collin  | Clémentine Dubreil           |

| Gardienne de but                       | Défenseuses | Milieux de terrain | Attaquantes                                                  |
| -------------------------------------- | --- | --- | ------------------------------------------------------------ |
| Christiane Endler (Olympique lyonnais) | Tara Elimbi Gilbert (Paris SG) Wendie Renard (Olympique lyonnais) Vanessa Gilles (Olympique lyonnais) Ellie Carpenter (Olympique lyonnais) | Sakina Karchaoui (Paris SG) Damaris Egurrola (Olympique lyonnais) Lindsey Heaps (Olympique lyonnais) Kessya Bussy (Paris FC) | Melchie Dumornay (Olympique lyonnais) Clara Mateo (Paris FC) |

| Club               | Nombre de joueuses |
| ------------------ | ------------------ |
| Olympique lyonnais | 7                  |
| Paris FC           | 2                  |
| Paris SG           | 2                  |

Trophées UNFP
Au mois de mai, lors de la cérémonie des trophées UNFP du football 2025, sont élues la meilleure joueuse, la meilleure espoir et la meilleure gardienne de but de la saison. Un onze type de la saison est également formé.
| Meilleure joueuse | Meilleure espoir    | Meilleure gardienne |
| ----------------- | ------------------- | ------------------- |
| Clara Mateo       | Tara Elimbi Gilbert | Christiane Endler   |

| Poste       | Joueuses          | Club                |
| ----------- | ----------------- | ------------------- |
| Gardienne   | Christiane Endler | Olympique lyonnais  |
| Défenseures | Ellie Carpenter   | Olympique lyonnais  |
| Défenseures | Vanessa Gilles    | Olympique lyonnais  |
| Défenseures | Wendie Renard     | Olympique lyonnais  |
| Défenseures | Selma Bacha       | Olympique lyonnais  |
| Milieux     | Grace Geyoro      | Paris Saint-Germain |
| Milieux     | Lindsey Heaps     | Olympique lyonnais  |
| Milieux     | Melchie Dumornay  | Olympique lyonnais  |
| Attaquantes | Kadidiatou Diani  | Olympique lyonnais  |
| Attaquantes | Clara Mateo       | Paris Football Club |
| Attaquantes | Tabitha Chawinga  | Olympique lyonnais  |

## Parcours en coupe d'Europe
Le parcours des clubs français en Ligue des champions est important puisqu'il détermine le coefficient UEFA de la France, et donc le nombre de clubs français présents dans la compétition européenne les années suivantes.
| Club                | Résultat                 | Ultime(s) adversaire(s) |
| ------------------- | ------------------------ | ----------------------- |
| Olympique lyonnais  | Demi-finale              | Arsenal                 |
| Paris Saint-Germain | 2e tour de qualification | Juventus FC             |
| Paris FC            | 2e tour de qualification | Manchester City         |

## Bilan de la saison
Les données ci-dessous sont vouées à évoluer au fur et à mesure du déroulement de la saison.
- Champion d'automne : Olympique lyonnais
- Champion : Olympique lyonnais
- Champion Playoffs : Olympique lyonnais
- Meilleure attaque : Olympique lyonnais (92 buts inscrits)
- Meilleure défense : Olympique lyonnais (7 buts encaissés)
- Plus mauvaise attaque : EA Guingamp (15 buts inscrits)
- Plus mauvaise défense : EA Guingamp (85 buts encaissés)
- Premier but de la saison :
  - | Ewelina Kamczyk   1re pour le FC Fleury 91 à domicile contre l'Olympique lyonnais (2 - 6), le 20 septembre 2024 (1re journée).
- Premier doublé de la saison :
  - | Melchie Dumornay   22e   43e pour l'Olympique lyonnais à l'extérieur contre le FC Fleury 91 (2 - 6), le 20 septembre 2024 (1re journée).
- Premier triplé de la saison :
  - | Clara Matéo   26e   45e   45+2e pour le Paris FC à domicile contre le Le Havre AC (8 - 0 ), le 29 septembre 2024 (2e journée).
- Premier quadruplé de la saison :
  - | Clara Matéo   26e   45e   45+2e   62e pour le Paris FC à domicile contre le Le Havre AC (8 - 0 ), le 29 septembre 2024 (2e journée).
- Dernier but de la saison : 
  - | Liana Joseph   90+6e pour le RC Strasbourg à domicile contre l’AS Saint-Étienne (2 - 1 ), le 7 mai 2025 (22e journée).
- Dernier doublé de la saison :
  - | Sabitra Bhandari   57e   85e pour l'EA Guingamp à domicile contre le Stade de Reims (3 - 2 ), le 7 mai 2025 (22e journée).
- Dernier triplé de la saison :
  - | Sabitra Bhandari   57e   85e   90+5e pour l'EA Guingamp à domicile contre le Stade de Reims (3 - 2 ), le 7 mai 2025 (22e journée).
- Premier but contre son camp :
  -  Tegan McGrady  32e (csc) de Dijon FCO en faveur de l'Olympique lyonnais (0 - 3), le 12 octobre 2024 (4e journée).
- Dernier but contre son camp :
  -  Emma Francart  77e (csc) du FC Fleury 91 en faveur de l'Olympique lyonnais (4 - 0 ), le 30 mars 2025 (19e journée).
- Premier penalty :
  - Transformé :  Lindsey Horan   14e face à  Emma Francart, pour l'Olympique lyonnais à l'extérieur contre le FC Fleury 91 (2 - 6), le 20 septembre 2024 (1re journée).
  - Arrêté :  Justine Lerond  (95e minute) face à  Vicki Becho, pour le Montpellier HSC à l'extérieur contre l'Olympique lyonnais (4 - 0 ), le 5 octobre 2024 (3e journée).
- Dernier penalty :
  - Transformé :  Marine Dafeur   63e face à  Emily Burns, pour le FC Fleury 91 à domicile contre le FC Nantes(4 - 0), le 12 avril 2025 (20e journée).
  - Arrêté :  Emily Burns face à  Jennifer Echegini, pour le FC Nantes à l’extérieur face au PSG (1 - 0 ), le 7 mai 2025 (22e journée).
- Triplés de la saison : 10 triplés
  -  Tabitha Chawinga   48e   50e   65e pour l'Olympique lyonnais à domicile contre l'EA Guingamp (0 - 8), le 8 novembre 2024 (7e journée).
  -  Marie-Antoinette Katoto   8e   38e   48e pour le PSG à l'extérieur contre le RC Strasbourg (4 - 0), le 9 novembre 2024 (7e journée).
  -  Clara Matéo   5e   24e   42e pour le Paris FC à domicile contre le FC Fleury 91 (4 - 1 ), le 24 novembre 2024 (9e journée).
  -  Louis Batcheba   17e   46e   48e pour le FC Fleury 91 à domicile contre l'AS Saint-Étienne (6 - 0 ), le 17 janvier 2025 (13e journée).
  -  Kessya Bussy   28e   44e   45+1e pour le Paris FC à domicile contre l'EA Guingamp (6 - 0 ), le 18 janvier 2025 (13e journée).
  -  Kadidiatou Diani   36e   59e   62e pour l'Olympique lyonnais à domicile contre l'EA Guingamp (7 - 0 ), le 15 février 2025 (15e journée).
  -  Judith Coquet   49e   70e   86e pour le Montpellier Hérault SC à l'extérieur contre le Stade de Reims (2 - 4 ), le 1er mars 2025 (16e journée).
  - | Sabitra Bhandari   57e   85e   90+5e pour l'EA Guingamp à domicile contre le Stade de Reims (3 - 2 ), le 7 mai 2025 (22e journée).
- Quadruplés de la saison : 2 quadruplés
  -  Clara Matéo   26e   45e   45+2e   62e pour le Paris FC à domicile contre le Le Havre AC (8 - 0 ), le 29 septembre 2024 (2e journée).
  -  Lindsey Horan   12e   14e   35e   67e pour l'Olympique lyonnais à domicile contre l’AS Saint-Étienne (11 - 0 ), le 16 novembre 2024 (8e journée).
- Plus jeune buteuse de la saison :  Frøya Dorsin (17 ans 11 mois et 2 jours) lors de la victoire du PSG à l'extérieur contre le RC Strasbourg (4 - 0), le 9 novembre 2024 (7e journée)..
- Plus vielle buteuse de la saison :  Gaëtane Thiney  (39 ans 5 mois et 24 jours) lors de la victoire du Paris FC à domicile contre le RC Strasbourg (3 - 1), le 22 mars 2025 (18e journée)..
- Journée de championnat la plus pauvre en buts : 13 buts (3e, 12e, 17e et 21e journée).
- Journée de championnat la plus riche en buts : 28 buts (7e journée).
- Nombre de buts inscrits durant la saison : 437 buts
- Nombre de  durant la saison :
- Nombre de  durant la saison :
- Plus grand nombre de spectateurs dans une rencontre : 20 489 spectateurs
- Plus petit nombre de spectateurs dans une rencontre : 107 spectateurs

| Championnat de France féminin de football 2024-2025 |                                |
| Champion                                            | Olympique lyonnais (18e titre) |
| Dauphin                                             | Paris Saint-Germain            |
| Champion d'automne                                  | Olympique lyonnais             |
| Coupes et trophées                                  |                                |
| Vainqueur de la Coupe de France 2024-2025           | Paris FC                       |
| Qualifications continentales                        |                                |
| Ligue des champions féminine de l'UEFA 2025-2026    | Olympique lyonnais             |
| Ligue des champions féminine de l'UEFA 2025-2026    | Paris Saint-Germain            |
| Ligue des champions féminine de l'UEFA 2025-2026    | Paris FC                       |
| Promotions et relégations                           |                                |
| Promus en Division 1                                | RC Lens                        |
| Promus en Division 1                                | Olympique de Marseille         |
| Relégués en Division 2                              | Stade de Reims                 |
| Relégués en Division 2                              | EA Guingamp                    |